# 샤바브 알아카바 SC
샤바브 알아카바(아랍어: نادي شبَاب العَقبة)는 아카바를 연고로 하는 요르단의 축구단이다.